# Milleporidae
Milleporidae è una famiglia di Hydrozoa.
Secondo altri ordinamenti tassonomici la famiglia Milleporidae viene inserita nel sottordine Capitata o nella superfamiglia Zancleoidea.